# K-2 (mina)
K-2 – wschodnioniemiecka odłamkowa, wyskakująca mina przeciwpiechotna zaprojektowana w 1958 roku. Mina ustawiana ręcznie, uzbrajana poprzez usunięcie zawleczki. Zapalnik z pojedynczym odciągiem. Po uruchomieniu zapalnika mina jest wyrzucana przez ładunek prochowy na wysokość 1,5 metra i eksploduje rażąc cel odłamkami.